# Tango feroz: la leggenda di Tanguito
Tango feroz: la leggenda di Tanguito (Tango feroz: la leyenda de Tanguito) è un film del 1993 diretto da Marcelo Piñeyro.
Il soggetto è basato sulla vita del cantante José Alberto Iglesias Correa, in arte Tanguito, interpretato da Fernan Mirás. Le canzoni sono cantate da Ulises Butrón.
Tra gli altri riconoscimenti ricevuti, nel 1993 il regista ha ottenuto un secondo posto all'Havana Film Festival e un premio al Torino Film Festival. Gli attori Fernán Mirás, Cecilia Dopazo, Héctor Alterio hanno ricevuto una candidatura al Premio Cóndor de Plata nel 1994. Nella stessa rassegna il regista ha vinto un altro premio ed anche il film ha ricevuto una candidatura come miglior film e per la musica.